# Клаудия Ислас
Клаудия Ислас (на испански: Claudia Islas) е псевдоним на мексиканската актриса Елисабет Ислас Брасдефер (Elizabeth Islas Brasdefer). Работи като фотомодел и в телевизията, което ѝ отваря възможности за дебют в киното през 1967 година, във филма „Los Años verdes“.
Оттогава се е снимала в над 60 игрални филма и телевизионни новели, измежду които „Любов в мълчание“ (1988), „Танцувай с мен“ (1992), „Диво сърце“ (1993), „Марисол“ (1996), „Каталина и Себастиан“ (1999), „Непокорен ангел“ (2004).